# Tropas de Frontera de la Alemania Oriental
Las Tropas de Frontera de la Alemania Oriental, denominadas formalmente Tropas de Frontera de la RDA (en alemán: Grenztruppen der DDR), eran la guardia fronteriza de la República Democrática Alemana. En su apogeo contaba con cerca de 47.000 efectivos. Tras las tropas de frontera de la Unión de Repúblicas Socialistas Soviéticas, eran la guardia fronteriza más importante de los países que componían el Pacto de Varsovia.

## Historia
Finalizada la Segunda Guerra Mundial y ocupada Alemania por las potencias aliadas, en noviembre de 1946, la Sowjetische Militäradministration in Deutschland (Administración Militar Soviética en Alemania) dirigió la organización de la Deutsche Grenzpolizei (Policía de Fronteras Alemana), que fue finalmente creada el 1 de diciembre de 1946. Los primeros 3.000 reclutas fueron organizados y capacitados con recursos de la Policía Popular. Tras la creación de la República Democrática Alemana (RDA), el 1 de diciembre de 1955 la Grenzpolizei sustituyó a las Tropas de frontera soviéticas en la misión de asegurar la frontera con Alemania occidental.
Finalmente, el gobierno de la RDA las adecuó siguiendo el modelo de su contraparte soviética. Así, en 1961 la Deutsche Grenzpolizei fue reorganizada como las Grenztruppen der DDR y su mando quedó a cargo del Ministerio de Defensa Nacional (en lugar del Ministerio del Interior) dentro del Ejército Popular Nacional (del que fueron separadas en 1973 y dejando, por ende, de tener conscriptos en sus filas).
A lo largo de su historia, hubo 29 soldados de las Tropas de Frontera de la RDA que murieron en cumplimiento de su deber, en casi todos los casos tiroteados por desertores.
El 1 de julio de 1990, el régimen de control fronterizo en la frontera con Alemania Occidental había terminado. En septiembre de 1990, poco antes de la reunificación de Alemania, las Tropas de Frontera de la RDA fueron disueltas y sus funciones a lo largo de la frontera de la Alemania unida fueron asumidas por el Bundesgrenzschutz (Guardia Fronteriza Federal), actualmente integrada en la Bundespolizei (Policía Federal).

## Entrenamiento y equipamiento
Al usar uniformes estandarizados del Ejército Nacional Popular, las Tropas de Frontera tenían una marca verde oscura en las mangas -indicando su rama-, y sus uniformes llevaban un brazal verde con la inscripción "Grenztruppen der DDR" en el brazo izquierdo.
Las Tropas de Frontera de la RDA recibieron entrenamiento similar al de la infantería del Ejército, pero estaban mejor equipadas, siendo su arma más pesada el lanzacohetes RPG-7. Para incrementar su capacidad de búsqueda de personas que intentaban abandonar la República Democrática Alemana, la mayoría de las unidades contaba con perros pastores alemanes.  
Un regimiento estaba formado por unos 1.500 hombres divididos en tres batallones de cuatro compañías cada uno. Estos regimientos también tenían una batería antitanque, un mortero y una compañía de ingenieros. Las unidades del Grenzkommando Mitte estaban mecanizadas, con vehículos blindados PSZH-IV y FUG.
La formación de los soldados corría a cargo de cuatro regimientos de instrucción, que después de la reorganización del 30 de noviembre de 1989 fueron dos centros de formación. La capacitación para suboficiales se realizaba en el Unteroffiziersschule der Grenztruppen der DDR «Egon Schultz» en Perleberg. La capacitación para guías de perros se efectuaba en Wilhelmshorst y la de oficiales y aspirantes a oficiales en el Offiziershochschule der Grenztruppen der DDR «Rosa Luxemburg» en Suhl (previamente en Plauen).

## Control de las Tropas de Frontera de la RDA
- 13 de julio de 1948 - 11 de octubre de 1949: Controladas por el DVdI.
- 12 de octubre de 1949 - 1952: Controladas por el Ministerio del Interior.
- 1952 - 16 de junio de 1953: Controladas por el Ministerio para la Seguridad del Estado.
- 17 de junio de 1953 - 1955: Controladas por el Ministerio del Interior.
- 1955 - 28 de febrero de 1957: Controladas por el Ministerio para la Seguridad del Estado.
- 1 de marzo de 1957 - 14 de septiembre de 1961: Controladas por el Ministerio del Interior.[6]
- septiembre 1961 - 1973: Controladas por el Ejército Popular Nacional a través del Kommando der Grenztruppen con sede en Pätz. El Ejército Popular Nacional estaba subordinado al Ministerio de Defensa Nacional.
- 1973 - 1990: Controladas directamente por el Ministerio de Defensa Nacional.
- 1990 - 1994: Controladas por el Bundeswehr. El número de efectivos se redujo rápidamente. La mitad fueron despedidos dentro de los cinco meses siguientes a la apertura de la frontera.[7] La frontera fue abandonada y las Tropas de Frontera de la RDA fueron suprimidos oficialmente el 1 de julio de 1990;[8] todos menos 2.000 de ellos fueron despedidos o trasladados a otros puestos de trabajo. La Bundeswehr ordenó a los remanentes la tarea de limpiar las fortificaciones fronterizas, que no se terminó hasta 1994.[9] La magnitud de la tarea era inmensa, ya que también cientos de carreteras y líneas de ferrocarril tuvieron que ser reconstruidas.